# Francesco Gandolfi
Francesco Gandolfi, né à Chiavari, Ligurie, le 8 juillet 1824, et mort à Gênes le 31 août 1873 est un peintre et un décorateur italien, de formation classique qui se rapproche progressivement de l'École grise.

## Biographie

### Premières années
Né à Chiavari, dans la province de Gênes en 1824, Francesco Gandolfi est le fils de Giovanni Cristoforo Gandolfi et de Teresa Ludovica Rafaela Solari, issue de l'aristocratie. Il passe son enfance, en compagnie de ses six frères et sœurs, dans la villa située sur la colline de San Lorenzo della Costa. Son père, avocat, passionné par les sciences naturelles est lui-même peintre,.

### Éducation et formation artistique
En 1834, Francesco Gandolfi s'installe à Gênes avec sa famille, car son père vient d'être nommé bibliothécaire de l'Université royale. Son père l'initie à l'art et l'amène à perfectionner ses talents de dessinateur auprès du peintre Rosa Bacigalupo,. En 1834 également, Gandolfi est inscrit à l'Accademia ligustica di belle arti, où il a Francesco Baratta comme professeur de peinture et, comme professeur de figures, Giovanni Fontana.
En 1840, à l'issue de ses études, Francesco Gandolfi se rend à Florence - un voyage traditionnel pour les artistes ligures - où il fréquente l'atelier de Giuseppe Bezzuoli, auteur de peintures aux sujets historiques et de portraits. Bezzuoli est considéré comme son vrai maître. Jusqu'en 1846, Francesco Gandolfi est également étudiant pendant cinq ans à l'Académie des beaux-arts de Florence, où Bezzuoli est professeur et où il a comme condisciples Giovanni Fattori et Silvestro Lega, deux futurs représentants du mouvement des Macchiaioli. À Florence, Gandolfi réalise un Adam et Eve et une peinture historique pour la reine Marie-Thérèse de Sardaigne. Ensuite, Francesco Gandolfi termine sa formation à Rome, où il se consacre à l'étude de l'art classique et moderne. Les dessins et aquarelles de cette période représentent des villageois et des paysans de la Ciociaria.
Les soulèvements pour l'indépendance de mars 1848 le détournent de son activité artistique et le poussent à se porter volontaire pontifical dans le bataillon universitaire romain. Sa participation aux batailles de Goito et de Cornuda lui vaut, en 1848, la Médaille de la valeur militaire.

### Installation à Gênes

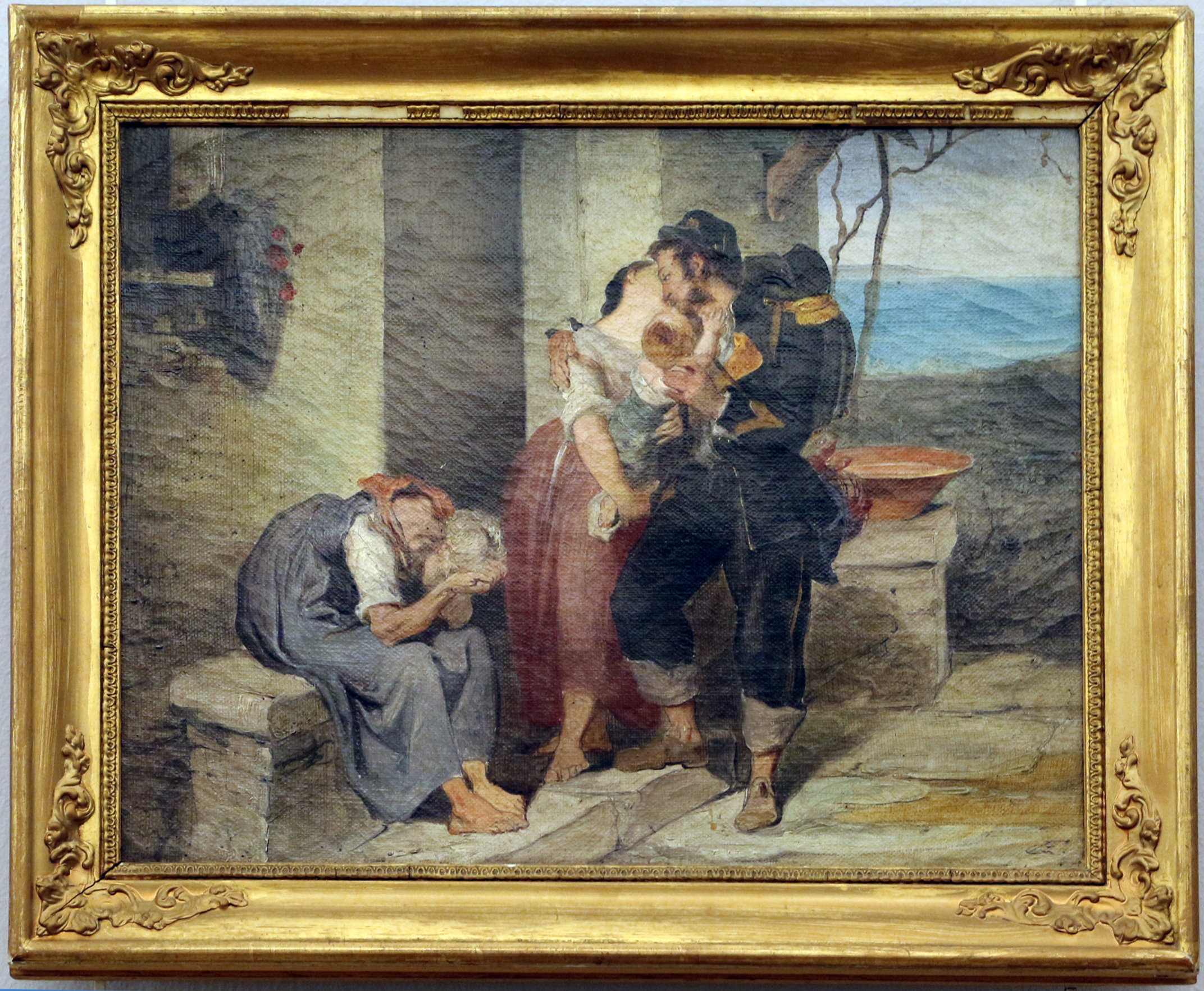
Le départ du soldat.

En 1849, Gandolfi s'installe définitivement à Gênes où, à partir de 1850 et pendant une décennie, il participe aux expositions de la Société de promotion des beaux-arts. La Société promotrice - fondée, entre autres, par le père de Gandolfi - introduit dans la ville des influences hétérogènes, grâce à la participation aux expositions d'artistes de différentes régions. Cet apport de talents extérieurs contribue au développement de l'école réaliste dans la capitale ligure. De ce renouveau résultent la transformation de la peinture d'histoire et l'évolution de la peinture de genre et de paysage. Les deux écoles locales génoises animeront dans les années suivantes ces expositions, en s'opposant sur les contrastes entre les représentants de la vieille tradition aristocratique dominante de l'Académie, tels Giuseppe Isola et Antonio Varni, et les partisans de la peinture de paysage sur le vif comme Tammar Luxoro dont Gandolfi se rapproche,.

### Évolution du style
Le style de Gandolfi évolue dans le contexte de cette transition du romantisme vers le naturalisme qui, dès l'exposition de la Société promotrice de 1850, met en exergue le déclin de l'école historique. Jusqu'au milieu des années 1850, Gandolfi possède son propre atelier dans le cloître de San Maria di Castello. Ensuite, il s'installe au couvent de San Sebastiano, puis au palais Spinola et, à la mort de sa mère, il s'établit via San Luca à la maison Boasi, où Richard Wagner a séjourné en septembre 1853. Là, il vit avec le peintre amateur Luigi Pareto, qui l'aide à peaufiner ses œuvres.

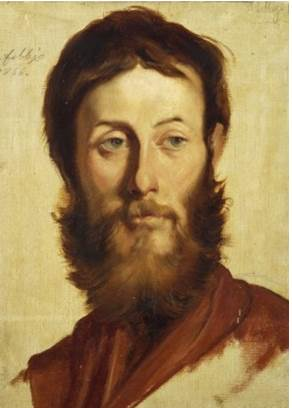
Ernesto Rayper par Gandolfi vers 1860.

Parmi les premières productions de l'artiste, figurent des portraits de famille, comme ceux de sa sœur et sa mère (1847), ou celui de son père (1849), qui révèlent ce qu'on définit habituellement comme un « tempérament artistique naturel », bien qu'encore en partie conservé dans les « formes conventionnelles de l'école ». Entre 1854 et 1857, il peint sous un contraste dramatique clair-obscur mettant en valeur l'intensité du visage visage du graveur Raffaello Granara. Gandolfi représente également les peintres Ernesto Rayper (vers 1860), Giuseppe Frascheri et Giovanni Ruffini. Le champ de l'art de Gandolfi couvre les différents genres de peinture, dont les portraits constituent la partie la plus vivante.
L'épidémie de choléra qui sévit à Gênes en 1854 contraint l'artiste à se réfugier à la villa de San Lorenzo della Costa, lieu de résidence de son enfance où, pendant quarante jours, il étudie le paysage et les animaux, prenant de plus en plus conscience de la valeur du mouvement réaliste français. Durant cette période, il prépare les tableaux qu'il présente en 1855, parmi lesquels Raphaël et la Fornarina, une œuvre que le critique Federico Alizeri compare aux travaux de peintres tels que Le Guerchin et Le Caravage. Dans les années 1857 - 1859, Gandolfi crée une sorte de galerie de portraits au service des familles nobles et de la riche bourgeoisie ligure. Considérés parmi « les meilleurs tableaux génois de tout le XIXe siècle », ces portraits allient une manière simple à une intensité expressive piquante et tourmentée.

### Reconnaissance
Francesco Gandolfi réalise des croquis concernent la campagne d'Italie de 1859 et particulièrement l'expédition des Mille. Parmi ces œuvres, figure aussi l'étude du tableau exposé à la Société Promotrice en 1860 représentant un épisode de la guerre sicilienne, au cours duquel Garibaldi invite le peuple à venir en aide aux blessés napolitains. En 1860 également, il peint un tableau intitulé Gian Luigi Fieschi svela la congiura alla moglie, qui constitue une illustration du roman historique de Schiller la Conjuration de Fieschi. Cette œuvre, inspirée du contexte littéraire du drame de Schiller, rend le peintre célèbre au-delà des frontières régionales car elle est exposée et récompensée d'une médaille d'or à l'Exposition nationale de Florence en 1861.

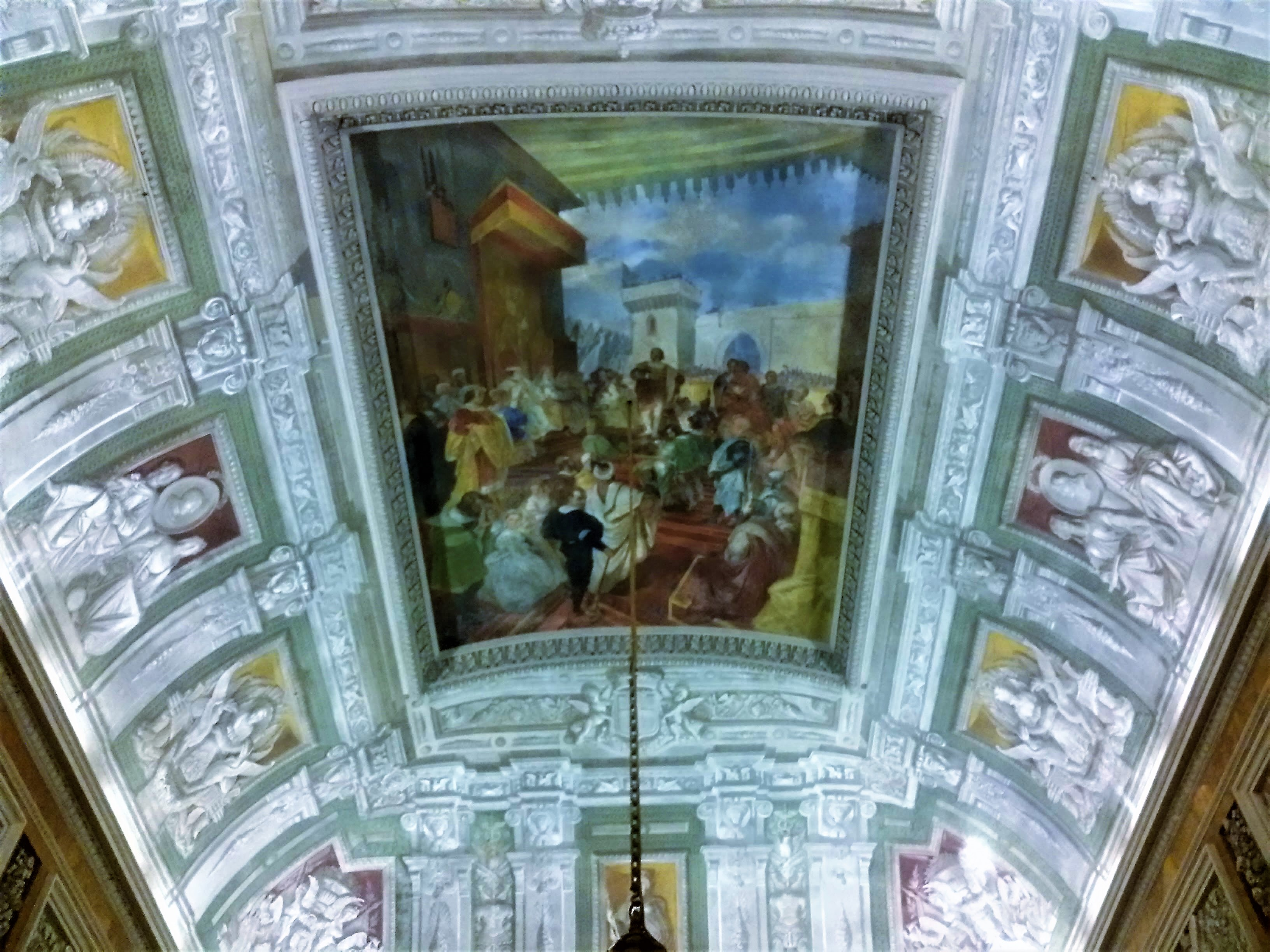
Christophe Colomb à la cour d'Espagne au Palazzo Doria-Tursi, 1862.

En 1861, Gandolfi orne l'église paroissiale d' Albisola Superiore avec les Histoires de Saint-Pierre. En 1862, Gandolfi réalise un Christophe Colomb à la cour d'Espagne pour décorer le plafond du salon principal du palais Doria Tursi dans le centre de Gênes. Entre 1868 et 1870, il peint les fresques de l'église de San Maria dell'Orto à Chiavari qui sont présentées comme des peintures historiques dans leur ensemble, comme des peintures de genre en détail. L'application de la perspective géométrique et l'utilisation de raccourcis audacieux témoignent de l'expérience technique acquise par l'artiste en peinture murale. Dans ses œuvres d'inspiration religieuse, Gandolfi traduit les principes de l'école réaliste dans la représentation d'épisodes de la vie des saints, parfois en reconstituant leur environnement historique, d'autres fois en transposant l'imagerie sacrée vers un décor ligure du XIXe siècle dans de grandioses compositions traditionnelles. Ces œuvres aux dimensions importantes présentent également des éléments caractéristiques relevant du style baroque.
Par son puissant tempérament pictural, Gandolfi s'apparente à l'École grise, qui renouvelle l'approche du paysage de l'Italie du Nord. Ce courant artistique est fondé en 1863 par Ernesto Rayper. Avec d'autres peintres génois, Gandolfi visite l'Exposition de Paris de 1867, puis il peint en 1872 Cristoforo Colombo alla Rabida.
Francesco Gandolfi meurt à Gênes le 31 août 1873, à l'âge de 48 ans et est inhumé dans le modeste cimetière du village de Maxena (Chiavari) auprès de sa mère et de son frère Antonio.

## Œuvres
Parmi ses œuvres les plus connues figurent :
- Gli amorosi liguri, 1853 ;
- Amore, 1854 ;
- Olindo e Sofronia, 1855 ;

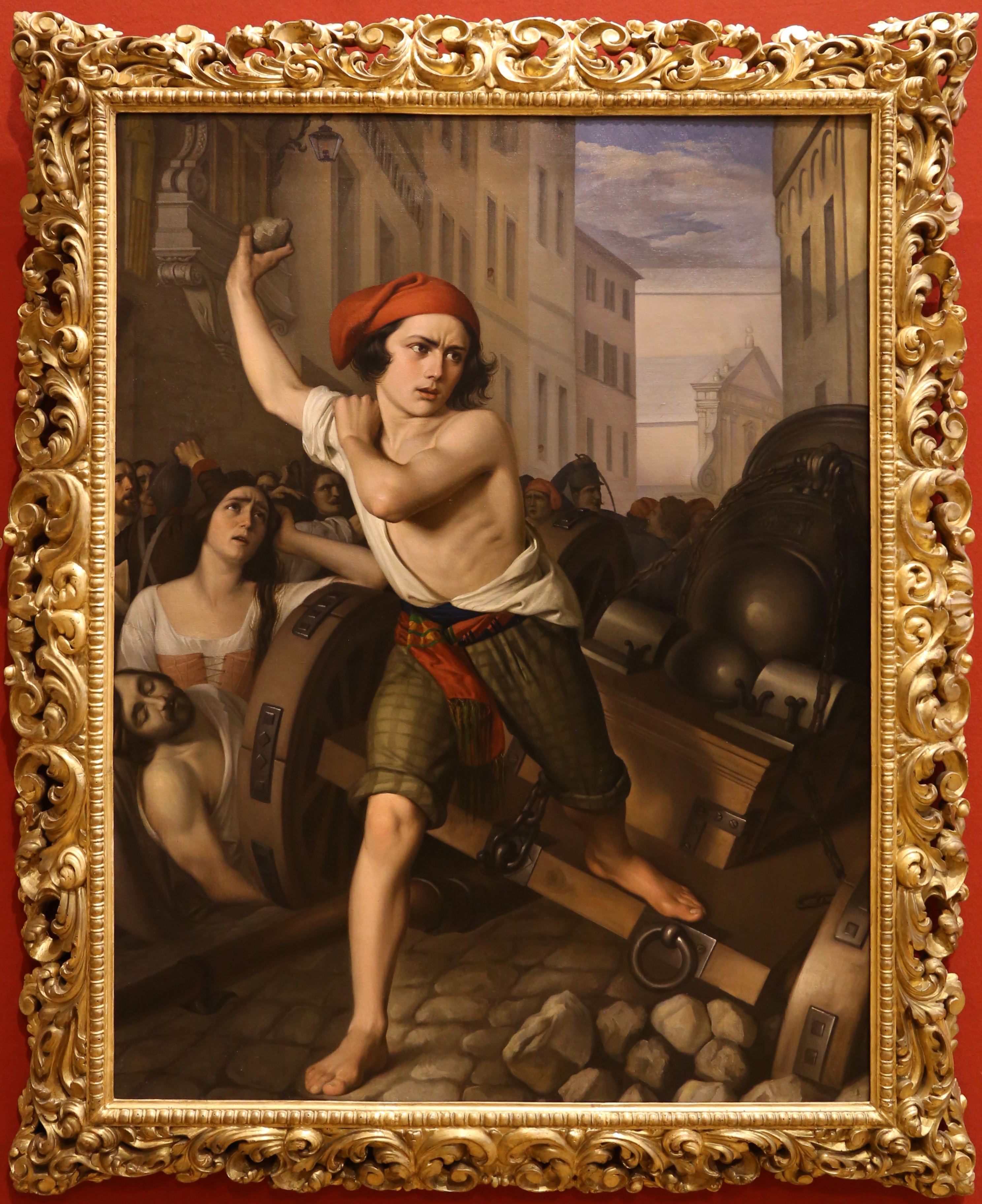
Il balilla attribué à Francesco Gandolfi, vers 1845.

- Gian Luigi Fieschi svela la congiura alla moglie, 1860 ;
- A. Chigi presenta la Fornarina a Raffaello, 1862 ;
- Colombo prende possesso della terra scoperta, 1862 ;
- Colombo e i reali di Spagna ;
- L'incisore Raffaello Granara, 1850-1860 ;
- Il pittore Giuseppe Frascari, 1863 ;
- Giovanni Ruffini, 1863 ;
- Lo studioso, 1869 ;
- Cristoforo Colombo alla Rabida, 1872 ;
- Congedo di innamorati ;
- Storie di San Nicola.

## Honneur
- Médaille d'argent de la valeur militaire (Royaume de Sardaigne) (1848).